# Du Fu
Du Fu (杜甫), znany także jako Du Shaoling (杜少陵) lub Du Gongbu (杜工部) (ur. 712, zm. 770) – chiński poeta, tworzący w czasach dynastii Tang.
Wraz z Li Baiem uważany jest za najwybitniejszego chińskiego poetę.
Jego ojciec był średniej rangi urzędnikiem, matka zaś spokrewniona była z rodziną cesarską. W młodości prowadził tułacze życie, następnie zgodnie z tradycją rodzinną pracował jako urzędnik na cesarskim dworze, co zawdzięczał wyłącznie protekcji cesarza, gdyż mimo trzykrotnej próby nie zdał nigdy egzaminów urzędniczych.
Po rebelii An Lushana uciekł w 757 roku ze stolicy do wygnanego cesarza.
Pisał memoriały niezbyt przychylnie przyjmowane przez władze. Pojawiły się w tym czasie u niego także problemy zdrowotne, zachorował na gruźlicę. W 759 roku zamieszkał w Chengdu, gdzie wybudował dom. Był tam na służbie miejscowego dowódcy wojskowego. Następnie przeniósł się do Guizhou, a w 768 roku ponownie wyruszył w podróż. Zmarł prawdopodobnie w Tangzhou (ob. Changsha).
W Chengdu znajduje się rekonstrukcja słomianej chaty pod nazwą Du Fu Caotang, w której mieszkał Du Fu.
Na język polski tłumaczony m.in. przez Jacka Hajduka.